# Сонцоньо, Эдоардо
Эдоардо Сонцоньо (Сондзоньо; итал. Edoardo Sonzogno; 21 апреля 1836 – 14 марта 1920) — миланский издатель и меценат. Наиболее известный представитель издательской династии Сонцоньо, покровитель композиторов-веристов и популяризатор их музыки. Владелец Лирического театра в Милане, где ставил их оперы.
Уроженец Милана, Сонцоньо унаследовал от отца основанный в 1804 году и существующий по сей день издательский дом (Casa Sonzogno) с книжным магазином. С 1861 по 1909 год он владел и руководил газетой Il Secolo, главный редактор которой, Эрнесто Теодоро Монета, одним из первых удостоился Нобелевской премии мира. Стремясь выделиться на фоне конкурентов, Сонцоньо первым в Италии запустил серию дешёвых карманных изданий литературной классики (Biblioteca Universale).
После смерти отца в 1874 году Сонцоньо основал музыкальное издательство Casa Musicale Sonzogno, назначив его художественным директором композитора Аминторе Галли. Поначалу это издательство занималось продвижением в Италии ведущих французских композиторов вроде Бизе и Массне, но постепенно стало искать собственный итальянский репертуар, ещё не охваченный сетями влиятельного издательства Рикорди. 
В апреле 1883 года газета Сонцоньо объявила конкурс на нигде ещё не ставившуюся оперу «в духе лучших итальянских традиций». Жюри, в которое вошли Галли и Понкьелли, прошло мимо дебютной оперы Джакомо Пуччини («Виллисы»), дисквалифицировав её из-за неразборчивого почерка в партитуре. Второй конкурс, объявленный в июле 1888 года, выиграли три оперы, среди которых — написанная специально для конкурса «Сельская честь» Пьетро Масканьи, ставшая своеобразным манифестом веризма. Жюри этого состязания возглавляли Галли и Гисланцони.
Придерживаясь демократических убеждений, Сонцоньо содержал сеть ночлежек для бездомных и считал важным обращать внимание на жизнь социальных низов, что сближало его со станом веристов. Демократизм отличал его от издательского дома Джулио Рикорди, который слыл бастионом музыкальной элиты и по сути контролировал репертуар главного миланского театра «Ла Скала». Конфликт с Рикорди чуть было не привёл к дуэли между Сонцоньо и поддерживавшим Рикорди либреттистом Арриго Бойто.
С целью продвижения прогрессивных, по его мнению, произведений молодых композиторов демократического толка (которые не рисковал в то время ставить театр «Ла Скала») Сонцоньо пришлось выкупить запущенный театр для публики третьего сословия («Каноббьяна») и, переоборудовав его на современный лад, открыть заново под названием Лирического театра. Именно на сцене этого театра впервые обратил на себя внимание молодой Карузо. 
В 1893 году Сонцоньо и импресарио Никола Даспуро объединили силы для обновления и переоборудования неаполитанского театра Меркаданте. На ближайшие сезоны им удалось привлечь в свой театр весь цвет итальянской оперной сцены, включая Франческо Таманьо. Успех начинания был таков, что знаменитый театр «Сан-Карло» не выдержал конкуренции и объявил о своём (временном)  закрытии.
Сонцоньо умер на 84-м году жизни холостяком, заблаговременно передав управление своими предприятиями племянникам, и был похоронен на миланском Монументальном кладбище.